# Vlag van Ardooie
De vlag van Ardooie werd door de gemeenteraad op 4 juni 1984 officieel vastgesteld als de gemeentelijke vlag van de West-Vlaamse gemeente Ardooie. Op 7 mei 1985 werd hij door het Bestuur van Vlaanderen bevestigd en uiteindelijk gepubliceerd op 8 juli 1986 in het officiële Belgisch Staatsblad.
Officieel wordt de vlag beschreven als:
Wit met drie rode vijfbladen.
De vlag is gelijk aan het oude gemeentewapen, evenals gelijk aan het eerste en vierde kwart van het huidige gemeentewapen.

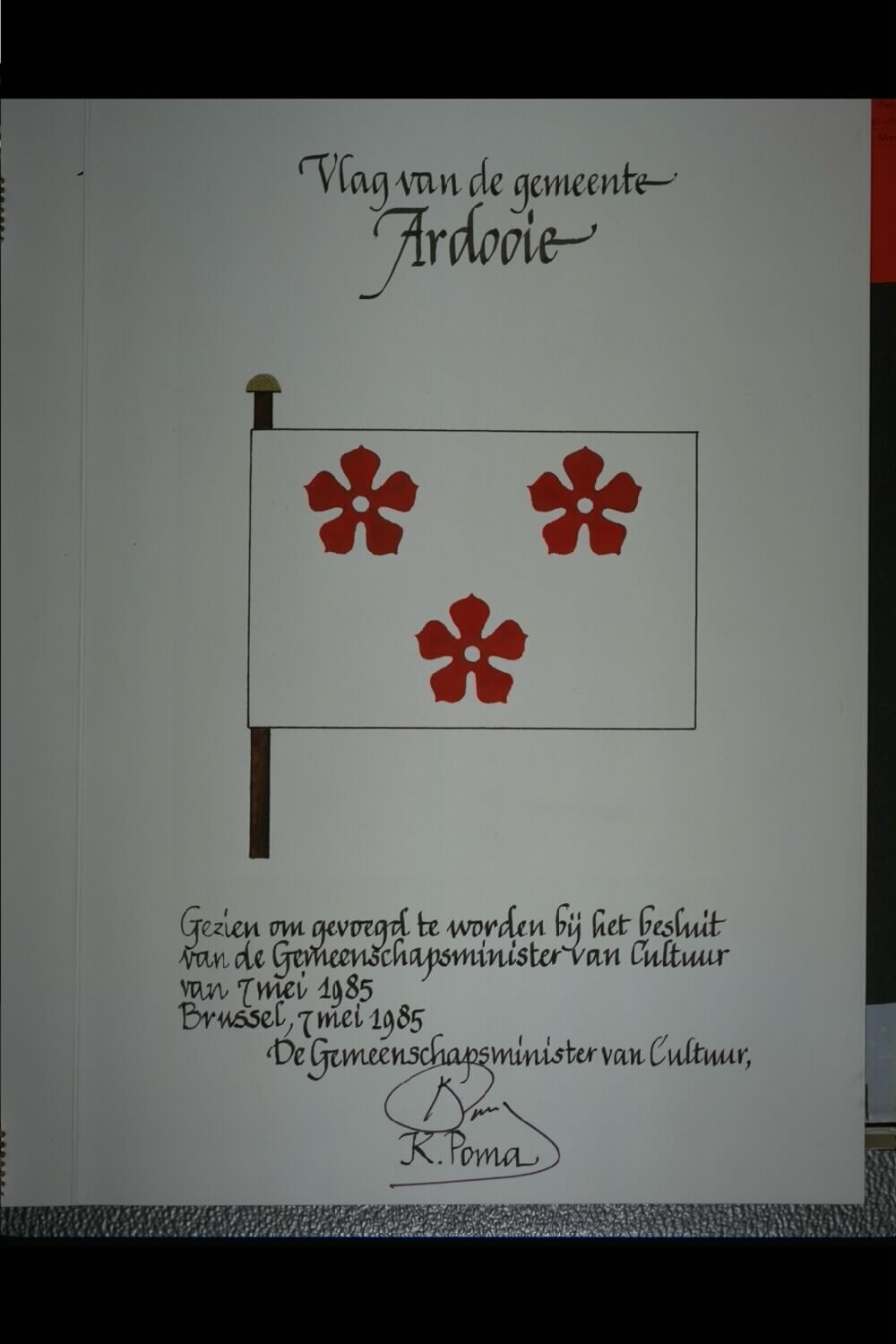
Ontwerp vlag getekend door Karel Poma
Het oude wapen van Ardooie (1847-1986).